# Arroio do Sal
Arroio do Sal là một đô thị thuộc bang Rio Grande do Sul, Brasil. Đô thị này có diện tích 120,939 km², dân số năm 2007 là 6646 người, mật độ 54,95 người/km².